# Інтернаціональне (Меркенський район)
Інтернаціона́льне (каз. Интернациональное) — село у складі Меркенського району Жамбильської області Казахстану. Входить до складу Турар-Рискуловського сільського округу.
У радянські часи село називалось «Отділення № 1 совхоза Меркенський».
Населення — 2598 осіб (2021; 1944 у 2009, 1485 у 1999, 1674 у 1989).